# Железно (Бежаницкий район)
Железно — деревня на севере Бежаницкого района Псковской области. Входит в состав сельского поселения муниципальное образование «Добрывичская волость».
Расположена на правом берегу реки Уда, в 30 км к северу от райцентра Бежаницы; к югу от Чихачёво и к северо-востоку от волостного центра Добрывичи.
Численность населения деревни по состоянию на 2000 год составляла 54 человек.